# Trinquete (pelota valenciana)

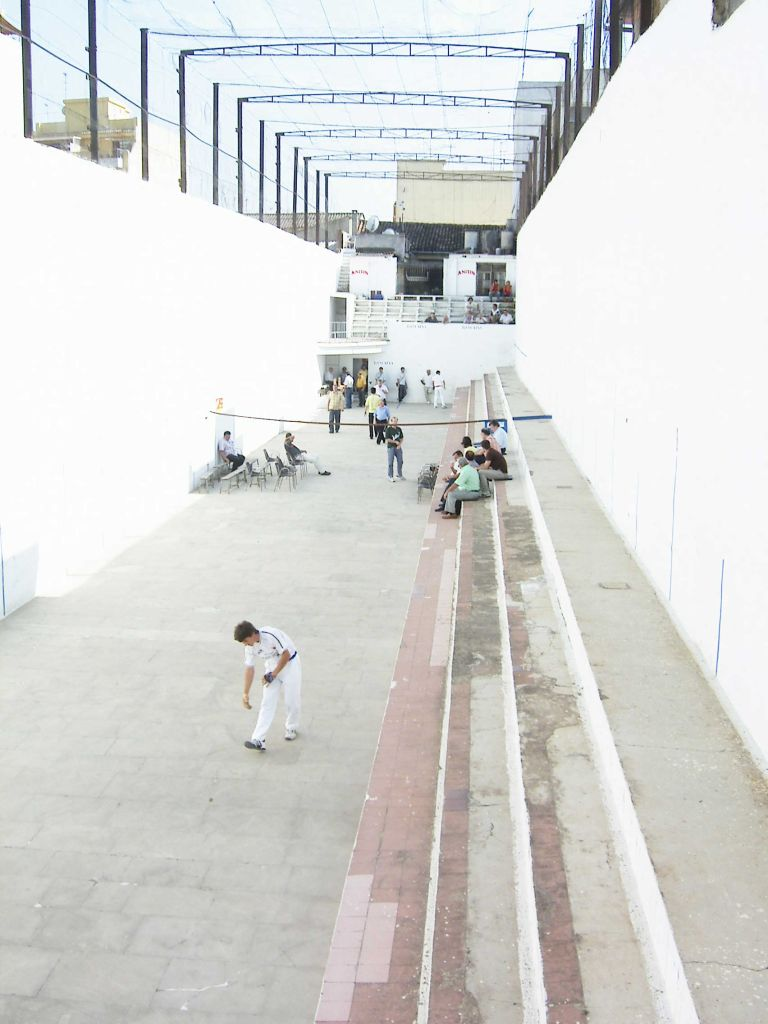
Trinquete valenciano.

El trinquete es el frontón cerrado sin contracancha y con doble pared lateral, es la cancha o lugar de juego habitual para las modalidades de escala i corda y raspall de pelota valenciana. Es de forma rectangular y tamaño variable, aunque este oscila aproximadamente entre los 9 y 11 metros de ancho y de 40 a 60 de largo. Las paredes más largas son denominadas murallas, mientras que las más cortas se llaman rebotes. Dependiendo del trinquet pueden existir una serie de galerías o lonjas en la parte superior de las murallas y frontones en las que se acomoda el público.
Pero el hecho que singulariza al trinquete es la existencia de la escalera. Esta escalera consta de cuatro escalones de los cuales el primero es más alto que el resto, contando con una altura de un metro aproximadamente y un ancho de entre dos metros y medio y tres. Estos escalones son aprovechados por el público para sentarse y presenciar la partida.
Además es de destacar la presencia del tamborí. Éste es un bisel de veinticinco centímetros de ancho por veinticinco de alto (con un ángulo de 45° por tanto) situado entre la parte inferior de los rebotes, tanto en el resto como en el dau. El objetivo es matar el bote de la pelota ofreciendo una mayor variedad de golpes.
Existen numerosos trinquetes a lo largo de la geografía valenciana pero los dos más destacados son el de Trinquete de Pelayo en Valencia donde se disputan las partidas más importantes de escala i corda y el Zurdo de Gandía ya que es conocido como la Catedral del raspall. También son dignos de destacar el de Benidorm, por sus grandes dimensiones, el de Villarreal y el de Burriana.